# Йохан фон Щамхайм
Йохан фон Щамхайм (на немски: Johann von Stammheim; † сл. 1458) е благородник от рицарския род Щамхайм в района на Кьолн.

## Фамилия
Йохан фон Щамхайм се жени 1458 г. за Агнес фон Рехберг († 1495), дъщеря на Хуго фон Рехберг († 1468) и Агнес фон Тирщайн († 1470), вдовица на херцог Улрих II фон Тек († 1432), дъщеря на пфалцграф Йохан II фон Тирщайн († 1455) и Гертруд фон Винек († сл. 1445).